# Tamil Eelams flagga
Tamilska befrielsetigrarnas (LTTE) tigersymbol som skapades 1977, utsågs som Tamil Eelams nationsflagga 1990, det enda som skiljer flaggan är att rörelsens namn inte finns med på flaggan. LTTE Saturday (26NOV05) släppte en uppdaterad version på guiden som beskriver hur man använder flaggan på ett korrekt sätt. Guiden som är skriven på tamil står bestämmelser på hur flaggan ska vaja med andra nationers flaggor eller som ensam flagga och för allmän hantering. Flaggan har fyra färger rött, gult, svart och vitt.